# Хартсвил (Тенеси)
Хартсвил (енгл. Hartsville) град је у америчкој савезној држави Тенеси.

## Демографија
По попису из 2000. године број становника је 2.395.
| Група             | 2000.         | 2010.    |
| Белци             | 1.798 (75,1%) | 0 (0,0%) |
| Афроамериканци    | 538 (22,5%)   | 0 (0,0%) |
| Азијати           | 5 (0,2%)      | 0 (0,0%) |
| Хиспаноамериканци | 35 (1,5%)     | 0 (0,0%) |
| Укупно            | 2.395         | 0        |